# Cornelia
Cornelia – miasto w Stanach Zjednoczonych, w stanie Georgia, w hrabstwie Habersham.
W mieście znajduje się wielki pomnik-rzeźba jabłka na obelisku.
Cornelia była domem starości dla legendy baseballu Ty Cobba, który urodził się niedaleko stąd.
Cornelia była również bazą dla produkcji filmu Disneya The Great Locomotive Chase w 1956. Film był nakręcony wzdłuż linii kolejowej Tallulah Falls, która biegła od Cornelii do Franklin w Północnej Karolinie.

## Przypisy

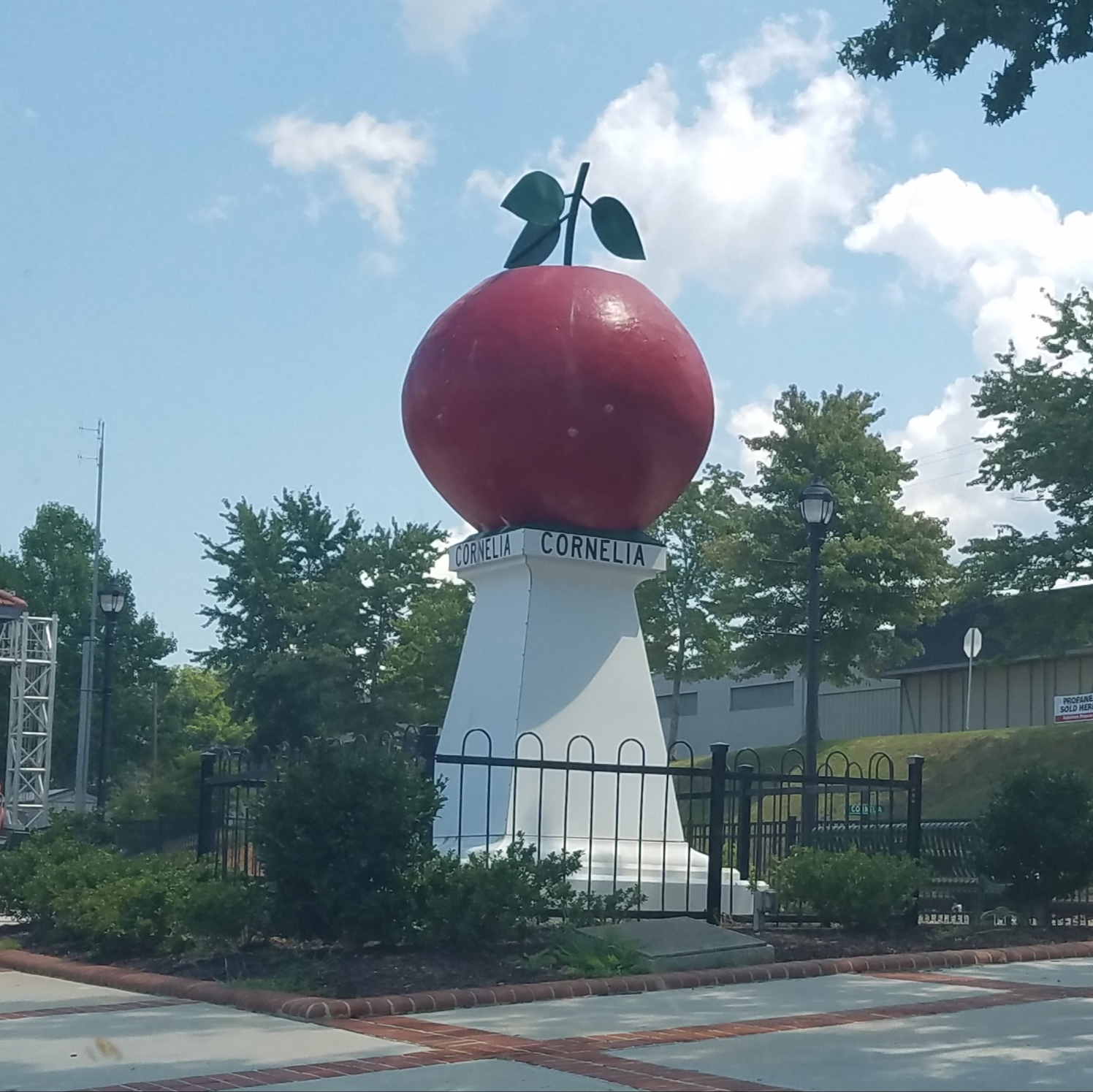
Rzeźba jabłka: Cornelia, Georgia

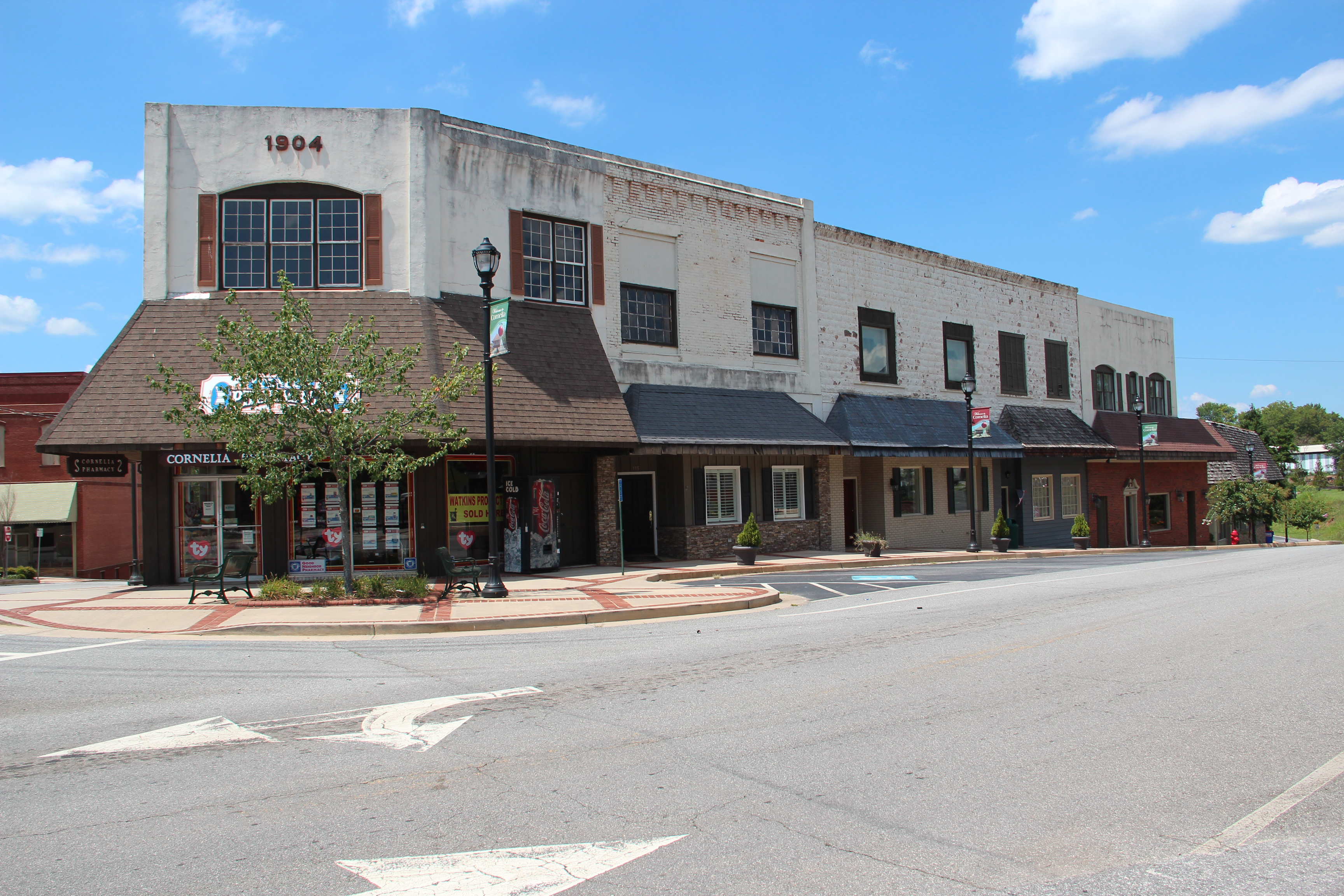

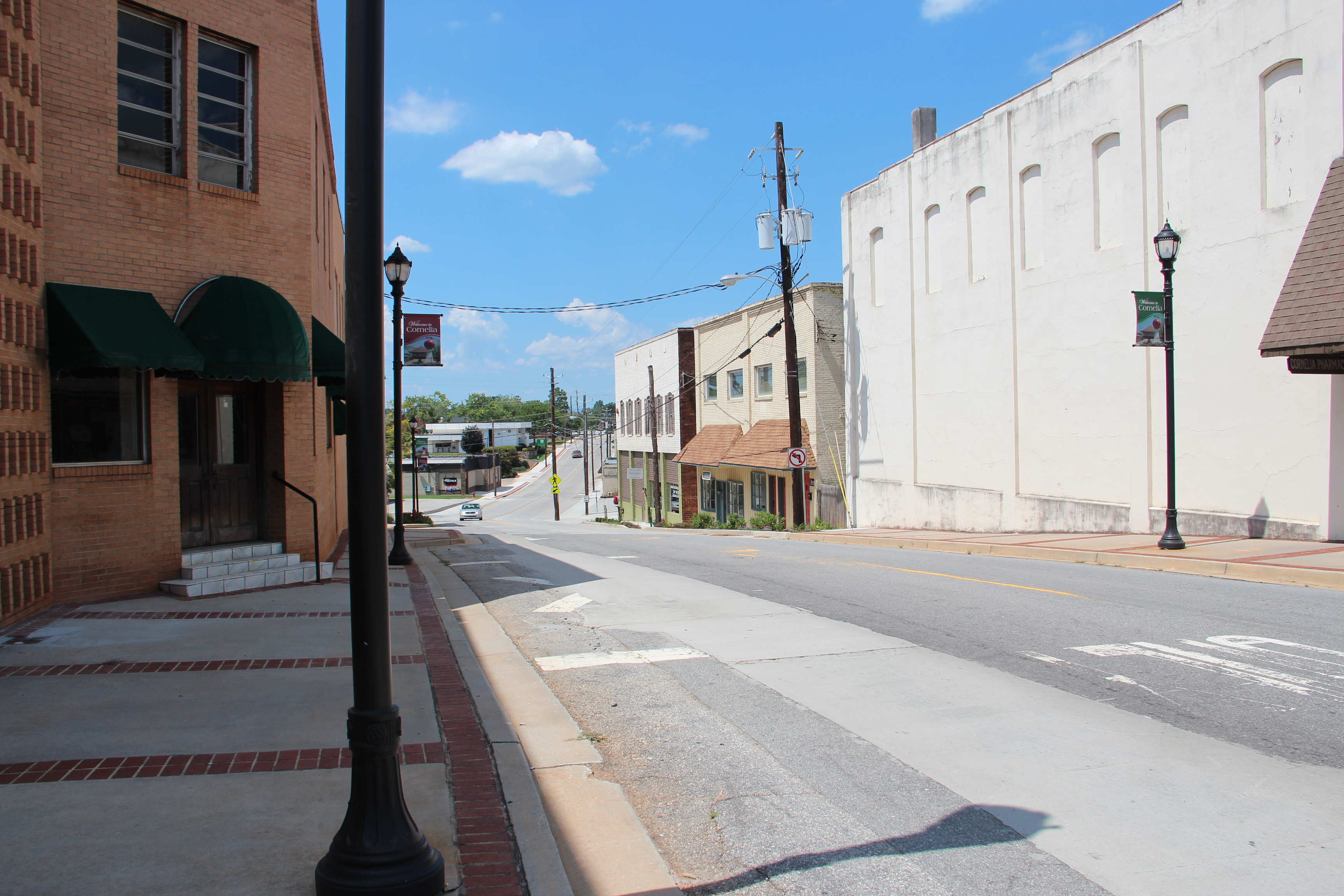
Cornelia, Georgia